# Quadrophenia (Film)
Quadrophenia ist ein britischer Spielfilm aus dem Jahr 1979. Der Film basiert auf dem gleichnamigen Konzeptalbum der Rockgruppe The Who aus dem Jahr 1973.

## Handlung
Der Film behandelt die Identitätskonflikte britischer Jugendlicher der Arbeiterklasse Mitte der 1960er Jahre. Grundlage dieses Konfliktes sind die Vertreter zweier zeitgenössischer Subkulturen – die Mods und die Rocker.
Im Zentrum des Films steht der junge James Michael „Jimmy“ Cooper, der einer Clique von Mods in London angehört. Im Gegensatz zu den Rockers, die in Lederkleidung auf schweren Motorrädern in der Stadt unterwegs sind, bevorzugen Mods Anzüge und zum Schutz auf dem Roller Militärparka; anstelle der Motorräder fahren Mods häufig getunte Motorroller (mehrere Spiegel am Beinschild) hauptsächlich der Marke Lambretta oder vereinzelt Vespa.
Jimmy hat Probleme mit seinen Eltern, die ihn für schizophren halten, ist unzufrieden mit seinem langweiligen Job als Bürobote und taucht in seine Welt, wenn er zusammen mit seinen Freunden Dave, Chalky, Spider und den anderen Mods auf den Motorrollern durch die Straßen fährt, Partys feiert und „bunte Pillen“ (Amphetamine) einnimmt, die man sich auch durch Apothekeneinbrüche besorgt.
Zu einem ersten großen Konflikt für Jimmy kommt es, als er seinen alten Freund Kevin wiedertrifft, der bei der Armee war und sich als Rocker herausstellt. Bei einer nächtlichen Schlägerei, in die beide involviert sind, lässt Jimmy Kevin im Stich und fährt davon, während Kevin von den anderen Mods zusammengeschlagen wird.
In Brighton findet damals jedes Jahr eine große Tanzveranstaltung für Jugendliche statt. Dort geraten die verfeindeten Gruppen der Mods und Rockers regelmäßig aneinander, was in offenen Straßenschlachten endet. Jimmy und seine Gruppe fahren an einem Wochenende ebenfalls nach Brighton, um dort mit anderen Mods zu feiern. Aus der Masse der Mods sticht Ace hervor, der als eine Art Eintänzer auftritt. Am nächsten Tag kommt es wiederum zur Straßenschlacht. Nach einiger Zeit werden die rivalisierenden Gruppen von Polizisten auseinandergetrieben oder eingekesselt und viele tobende Jugendliche festgenommen. Jimmy kann während des Tumults mit seiner heimlichen Angebeteten Steph in einen Schlupfwinkel zwischen den Häusern fliehen. Aufgeputscht und außer Atem lieben sie sich hektisch im Stehen. Kaum wieder auf der Straße, wird Jimmy verhaftet und mit seinem Idol Ace in einen Polizeibus verfrachtet. Ace beeindruckt Jimmy vor Gericht stark, indem er die geforderte Kaution für die gesamte verhaftete Gruppe der Mods durch Ausschreiben eines Schecks bezahlt.
Zurück in London, beflügelt von den Erlebnissen des Wochenendes, kommt Jimmy nicht mehr in sein altes Leben zurück. Er kündigt seinen Job, fliegt bei seinen Eltern raus, verkracht sich mit seinen Freunden und muss feststellen, dass Steph das Wochenende und das kurze Zwischenspiel mit Jimmy als Spaß abtut. Nachdem Jimmys Motorroller bei einem Unfall mit einem Post-Lieferwagen demoliert worden ist, reist er per Eisenbahn nach Brighton, um Ace dort zu suchen und sich ihm anzuschließen. Als er Ace endlich findet, sind alle Erwartungen mit einem Mal zunichte: Ace arbeitet als Bell Boy, er ist einfacher Kofferträger in einem Hotel. Jimmy stiehlt Ace’ Vespa-Motorroller und fährt an die Steilküste von Beachy Head. Dort steuert er den Roller auf die Klippen zu. In der Schlussszene fliegt der Roller über die Klippenkante und zerschellt ca. 150 m tiefer am Fuß der Klippen. Jimmy ist dabei nicht zu sehen.

## Kritiken

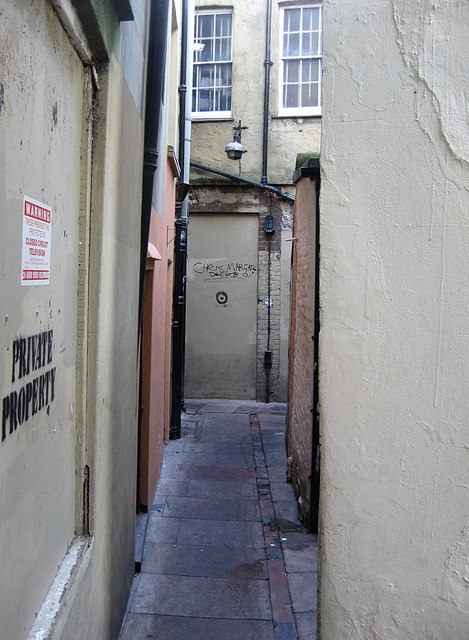
Die Gasse zwischen East Street und Little East Street, Brighton, England, wurde durch die „Sex-Szene“ von Jimmy Cooper und Steph in Quadrophenia bekannt.

Der Film gilt als gelungenes Generationenportrait der 1960er Jahre in England. Sting, damals noch Sänger der Band The Police, gab in diesem Film sein Schauspieldebüt. Die Songs von The Who (und einiger anderer damals populärer Rockgruppen) sind mehr als Untermalung der Bilder. In gegenseitiger Komplettierung und Kommentierung entsteht vielmehr das komplexe Bild einer vergangenen Ära samt ihren Mythen.

„Inspiriert von dem gleichnamigen Rockalbum der britischen Gruppe ‚The Who‘ erzählt der Film eine Geschichte aus der jugendlichen Subkultur im England der frühen 60 Jahre: Der junge Jimmi, Mitglied der ‚Mods‘, die sich mit den ‚Rockern‘ regelmäßig Straßenschlachten liefern, himmelt den Anführer seiner Clique als Idol an, erkennt aber nach vielen Enttäuschungen, daß dessen Helden- und Rebellentum nur vorgetäuscht ist. Dank guter Darsteller und schwungvoller Regie ein bemerkenswertes Generationsporträt ohne falschen nostalgischen Glamour.“

## Soundtrack
| 1. The Who – I Am the Sea 2. The Who – The Real Me 3. The Who – I’m One 4. The Who – 5:15 5. The Who – Love Reign o’er Me 6. The Who – Bell Boy 7. The Who – I’ve Had Enough 8. The Who – Helpless Dancer 9. The Who – Doctor Jimmy 10. High Numbers – Zoot Suit 11. Cross Section – Hi Heel Sneakers 12. The Who – Get Out and Stay Out 13. The Who – Four Faces | 1. The Who – Joker James 2. The Who – The Punk and the Godfather 3. James Brown – Night Train 4. Kingsmen – Louie Louie 5. Booker T. & the M.G.’s – Green Onions 6. The Cascades – Rhythm of the Rain 7. The Chiffons – He’s So Fine 8. The Ronettes – Be My Baby 9. The Crystals – Da Doo Ron Ron 10. High Numbers – I’m the Face |